# Ô
La O con acento circunflejo, escrita Ô (minúscula ô) es una grafema del alfabeto latino utilizado en el alfabeto vietnamita como letra independiente, y en los alfabetos francés y valón como variante diacrítica de la letra O.
También se utiliza en varias romanizaciones del chino como en el pinyin o el pe̍h-ōe-jī. 

## Uso
En francés, ⟨ô⟩ Se pronuncia  /o/  y a veces tiene un papel etimológico.
En eslovaco, ⟨ô⟩ Marca el diptongo /u̯o/.
En portugués, ⟨ô⟩ Marca tanto el acento tónico como el sonido /o/ (en oposición de ⟨ó⟩ que indica una /ɔ/ acentuada).
En vietnamita, ⟨ô⟩ se pronuncia /o/ (en oposición a ⟨o⟩ que se pronuncia /ɔ/). Esta letra también puede tener un diacrítico para indicar el tono: Ồ, Ổ, Ỗ, Ố, Ộ.

## Codificación informática
La O con acento circunflejo se puede representar con los siguientes caracteres Unicode :
- Precompuesto ( suplemento Latin-1) :

| Formulario | Representación | Cadena de caracteres | Punto de código | Descripción                              |
| ---------- | -------------- | -------------------- | --------------- | ---------------------------------------- |
| Mayúsculas | Ô              | ÔÔ U + 00D4          | U+00D4          | Letra mayúscula latina o con circunflejo |
| Minúscula  | ô              | ôô U + 00F4          | U+00F4          | Letra latina minúscula o con circunflejo |

También se puede representar en las antiguas codificaciones ISO / IEC 8859 - 1, 2, 3, 4, 9, 10, 14, 15 y 16:
- mayúscula Ô : D4
- minúscula ô : F4

También se puede representar con entidades HTML:
- mayúscula Ô : &Ocirc;
- minúscula ô : &ocirc;

En el sistema operativo Windows, se puede representar mediante el acceso directo Alt + 0212.

## Empleo
“Ô” se usa como un término de atractivo vocativo en la literatura.

Ô Mort, vieux capitaine, il est temps ! Levons l'ancre !
Ce pays nous ennuie, ô Mort ! Appareillons !
Si le ciel et la mer sont noirs comme de l'encre,
Nos cœurs que tu connais sont remplis de rayons !
Charles Baudelaire, Le Voyage